# Cross-cutting cleavage
Een cross-cutting cleavage is een begrip uit de politicologie. Het werd voor het eerst gebruikt door Seymour Martin Lipset en Stein Rokkan. Het is het verschijnsel dat verklaart waarom er geen clash komt tussen twee blokken gecreëerd door een breuklijn in de samenleving. De blokken aan beide kanten van de breuklijn zijn door cross-cutting cleavages niet homogeen.  
Een voorbeeld is de communautaire breuklijn in België. Er is geen sprake van twee "fronten" tegen elkaar, omdat er ideologische en levensbeschouwelijke breuklijnen door de communautaire lopen. Zo zullen partijen als Vooruit en PS, ondanks dat ze tot twee verschillende groepen behoren, toch niet in de clinch gaan met elkaar omdat het beiden partijen zijn uit dezelfde politieke familie. Als de communautaire breuklijn in België ook ideologisch en/of levensbeschouwelijk zou zijn, dan zou er wel sprake zijn van twee "fronten" tegen elkaar. 